# کلود دبوسی

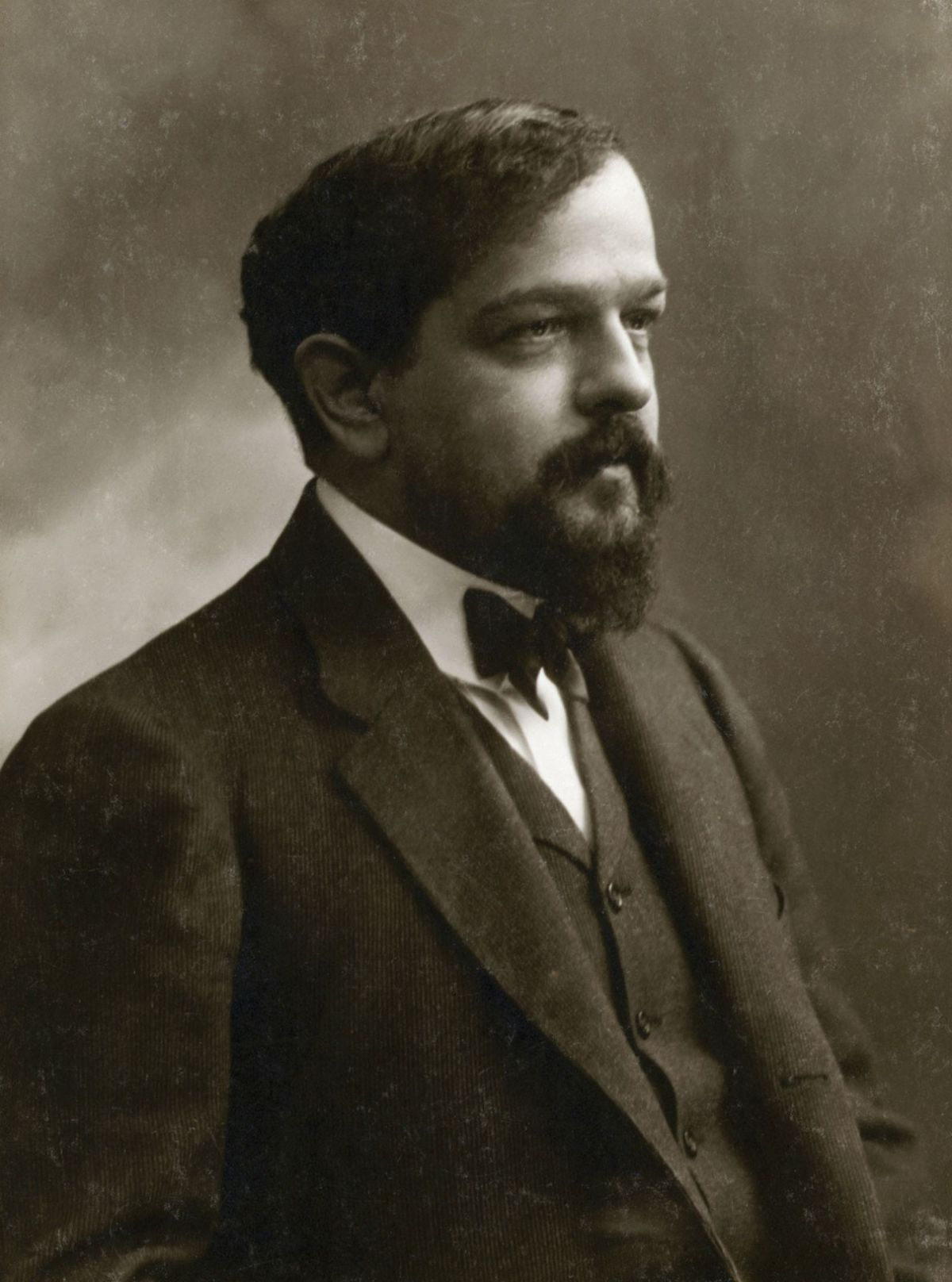
کلود اشیل دبوسی ۱۹۰۸

کلودآشیل دبوسی (به فرانسوی: Claude-Achille Debussy) آهنگساز فرانسوی در ۲۲ اوت ۱۸۶۲ در سن ژرمن آن له زاده شد و در ۲۵ مارس ۱۹۱۸ در پاریس از دنیا رفت.
دبوسی و مودست موسورگسکی را به وجود آورنده سبک دریافتگری (امپرسیونیسم) در موسیقی می‌دانند اما او خود (همچون موریس راول) از پذیرفتن آن ابا و پرهیز داشت. در هر حال او یکی از مؤثرترین آهنگسازان قرن بیستم است: Stuckenschmidt (موزیکولوگ آلمانی): «دبوسی اولین آهنگساز رادیکال عصر جدید است».

## زندگی
دبوسی در خانواده‌ای متوسط به دنیا آمد، پدر او مغازه‌دار و مادرش به خیاطی مشغول بود. در سال ۱۸۷۲ وارد هنرستان موسیقی (کنسرواتوار) پاریس شد و به مدت ۱۲ سال در آنجا به فراگیری موسیقی پرداخت. در سال ۱۸۷۹، آموزگارش آنتونین مامونتل، با وجود اینکه از دبوسی چندان دل خوشی نداشت اما او را به نادژدا فن مک (حامی اسرارآمیز چایکوفسکی) که در جستجوی یک نوازنده پیانو بود، معرفی کرد؛ دبوسی همچنین به فرزندان او درس پیانو می‌داد و گاهی با خود او پیانوی چهار دست نیز می‌نواخت. سه بار اقامت بلند مدت در روسیه برای دبوسی فرصت بسیار خوب و مهمی بود تا فرهنگ موسیقی خود را پربارتر گرداند و نیز به او این امکان را داد تا با موسیقیدانان آن سرزمین آشنا گردد. در این میان او در هنرستان موسیقی به شاگردی گیرو درآمد. آموزگاری که شاگردانش را به اندیشیدن در هنر و تکنیک‌های شخصیشان فرا می‌خواند؛ روشی که مورد ستایش دبوسی بود و این موجب شد که دوستی ژرفی میان او و آموزگارش برقرار گردد. در ۱۸۸۳ با «کانتات گلادیاتور» در مسابقه جایزه رم شرکت جست اما تنها جایزه دوم را از آن خود کرد، اما سال پس از آن با قطعه «کودک نابغه» موفق به دریافت جایزه رم گردید. اندکی بعد واکنش او به این پیروزی چنین بود: «... که مرا باور کنند یا نه، می‌توانم بگویم که تمام شادی من از بین رفت… گرفتاری‌هایی که یک عنوان رسمی به همراه می‌آورد را به روشنی می‌دیدم و دانستم که دیگر آزاد نیستم.»
پس از یک دوره اقامت کوتاه در ویلا مدیسیس-چون سختگیری‌های زندگی در آنجا برایش غیرقابل تحمل بود-ویلا را به قصد پاریس ترک کرد و در آنجا در پیوندی عاشقانه با دختری به نام گابریل دوپون که امور مالی دبوسی را به خوبی اداره می‌کرد و در دیدارهای پیوسته با دوست شاعرش استفان مالارمه روزگار را سپری می‌کرد. وی در ۱۸۸۸ برای نخستین بار به بایروت سفر کرد و سال پس از آن به آنجا سفری دوباره کرد، در بازگشت او «دیوانه وار» پیرو ریشارد واگنر شده بود. او سال‌ها بعد با تندی زیادی از واگنر انتقاد می‌کرد. در سال ۱۸۸۹ و در نمایشگاه جهانی پاریس با موسیقی آسیای دور آشنا گردید، در همین سال به مطالعه اپرای بوریس گودونف اثر مودست موسورگسکی که سن سانس از روسیه آورده بود پرداخت که دریچه‌های تازه‌ای در موسیقی را به رویش گشود. او اپرای رودریگ و شیمن را نیمه کاره رها کرد تا سال‌ها بعد به دست ادیسون دنیسوف تکمیل و در سال ۱۹۹۳ در اپرای لیون اجرا شود.
نخستین اجرای «پیش‌درآمد بعد از ظهر یک دیو» در ۲۲ دسامبر ۱۸۹۴ با استقبال بسیار خوبی روبرو می‌شود و این سرآغاز آفرینش اثرهای مهمی می‌گردد و دبوسی هرچه بیشتر به چهره‌ای نامدار و خبر ساز تبدیل می‌شود. از جمله آثاری که او در این دوره نوشته‌است می‌توان از «سه ترانه بیلیتیس» و «نکتورن‌ها (شبانه‌ها)» نام برد. نخستین اجرای اپرای «پلئاس و ملیزاند» در پی اختلافی که میان دبوسی و آهنگسازی به نام ماترلینک بر سر گزینش خواننده نقش ملیزاند و کشیده شدن ماجرا به دادگاه با سر و صدای بسیار همراه می‌شود و موسیقی دوستان را به دو دسته تقسیم می‌کند و این اجرا با دخالت پلیس سرانجام بدون موفقیت انجام می‌گردد ولی اجرای دوم موفقیتی چشمگیر است و تا سه ماه بر روی صحنه اپرا باقی می‌ماند.
در حالیکه دبوسی در سال ۱۸۹۹ گابریل دوپون را برای ازدواج با یکی از دوستان گابریل به نام لی لی تکسیه ترک کرده بود و گابریل بر اثر اندوه فراوان دست به خودکشی زده بود، بار دیگر در سال ۱۹۰۳ با دختر دیگری به نام اما بارداک که دختری موسیقیدان و بسیار زیبا بود آشنا می‌گردد و یک سال بعد لی لی را برای پیوستن به او ترک می‌کند، لی لی نیز همانند دوست خود گابریل دست به خودکشی می‌زند. ماجرا در روزنامه‌ها که به طرفداری از همسر رها شده می‌پردازند کشیده می‌شود و دبوسی به گوشه تنهایی پناه می‌برد. او در سال ۱۹۰۵ با اما ازدواج می‌کند و در این فرصت تنهایی ناگزیر، به آفرینش «دریا» می‌پردازد. دو هفته پس از نخستین اجرای دریا دخترشان کلود ـ اما به دنیا می‌آید. دبوسی به زندگی به دور از هیاهوی جامعه ولی در رفاه خود ادامه می‌دهد در حالیکه نام و هنر او در حال گسترش در سراسر دنیا بود و پلئاس و ملیزاند در بروکسل، برلین، رم، میلان و نیویورک اجرا می‌شد.
در بین سال‌های ۱۹۰۲ تا ۱۹۰۸ دبوسی دست به آفرینش بخش بزرگی از اثرهای پیانویی خود می‌زند از جمله دو دفتر «نقشها» و «گوشه بچه‌ها». در سال ۱۹۱۰ دبوسی از طرف دیاگیلف دعوت می‌شود تا در اثری به نام «شهادت سن سباستین» که نقش اصلی آن را ایدا روبنشتاین داشت با او همکاری کند. دیاگیلف همچنین نوشتن باله‌ای به نام «بازی‌ها» را به دبوسی سفارش می‌دهد.

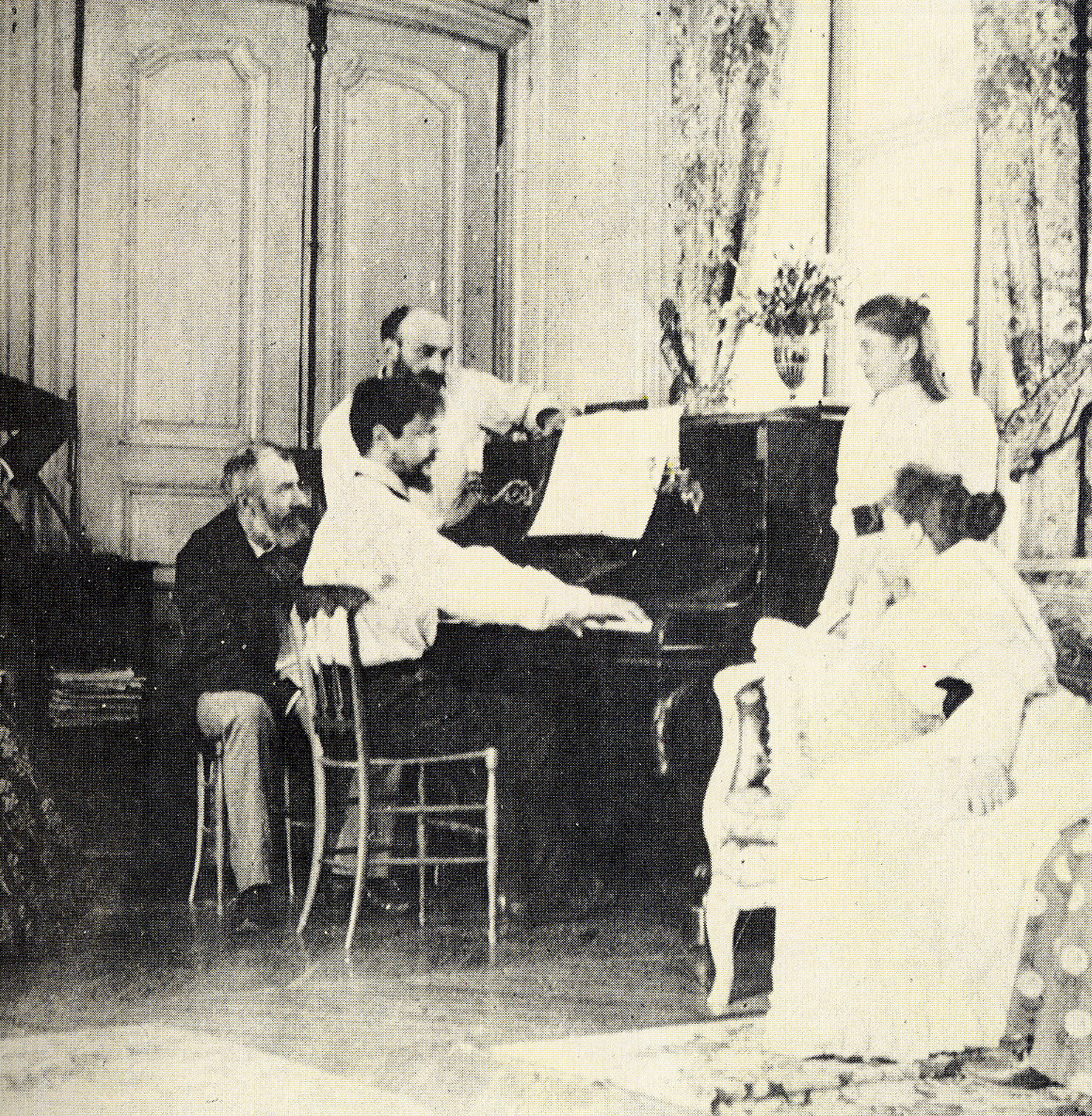
کلود دبوسی پشت پیانو، ۱۸۹۳

با آغاز جنگ نخست جهانی روحیه میهن‌پرستی دبوسی شدت بسیاری می‌گیرد و می‌توان در آن دلیل دشمنیش با آرنولد شونبرگ را که در جبهه روبرو خدمت می‌کرد و دبوسی او را «خطرناک» می‌خواند، یافت. در این سال‌ها دبوسی اثرهای خود را این‌گونه امضا می‌کرد: «کلود دبوسی، آهنگساز فرانسوی» (برای نمونه سه سونات برای سازهای گوناگون و ۱۲ اتود برای پیانو). او در ۱۹۱۷ در حالیکه بسیار مریض بود برای آخرین بار برای اجرای سومین سوناتش بر صحنه عمومی حاضر شد. او در حالیکه هنوز جنگ به پایان نرسیده بود و در بی‌تفاوتی دیگران در ۲۵ مارس ۱۹۱۸ بر اثر ابتلا به سرطان درگذشت و نخست در گورستان پرلاشز به خاک سپرده شد ولی سپس به گورستان دو پاسی انتقال داده شد، دختر و همسر او نیز در همان‌جا در کنارش به خاک سپرده شده‌اند.

## برخی از آثار
_برای ارکستر:
- بعد از ظهر یک دیو (Afternoon of a Faun)
- دریا
- نکتورن‌ها
- نقش‌ها

_ برای پیانو:
- گوشهٔ بچه‌ها
- سوئیت کوچک
- نقش‌ها
- اربسک

_موسیقی مجلسی:
- سونات ویلن
- سونات ویلنسل
- سونات برای فلوت، آلتو و هارپ
- سیرنکس (برای فلوت تنها)
- چهار نوازی برای سازهای زهی

## شنیدن آثار
- deezer
- youtube